# Super Steady Shot
Super Steady Shot (SSS) (bzw. SteadyShot INSIDE) ist ein Bildstabilisierungsverfahren bei Digitalkameras von Sony. Nach Übernahme der Kamerasparte von Konica Minolta durch Sony wurde das System, das ursprünglich Anti Shake System (AS) hieß, umbenannt. Bei der 2008 vorgestellten digitalen Spiegelreflexkamera Sony α900 heißt das System erstmals einfach SteadyShot (Kamerabeschriftung) und wird mit SteadyShot Inside (SSI) beworben.
Minolta (ab 2004 Konica Minolta) entwickelte ein System auf Basis der sogenannten CCD-Shift-Technologie, wobei hier der CCD/CMOS(EXMOR)-Chip selbst bewegt wird.

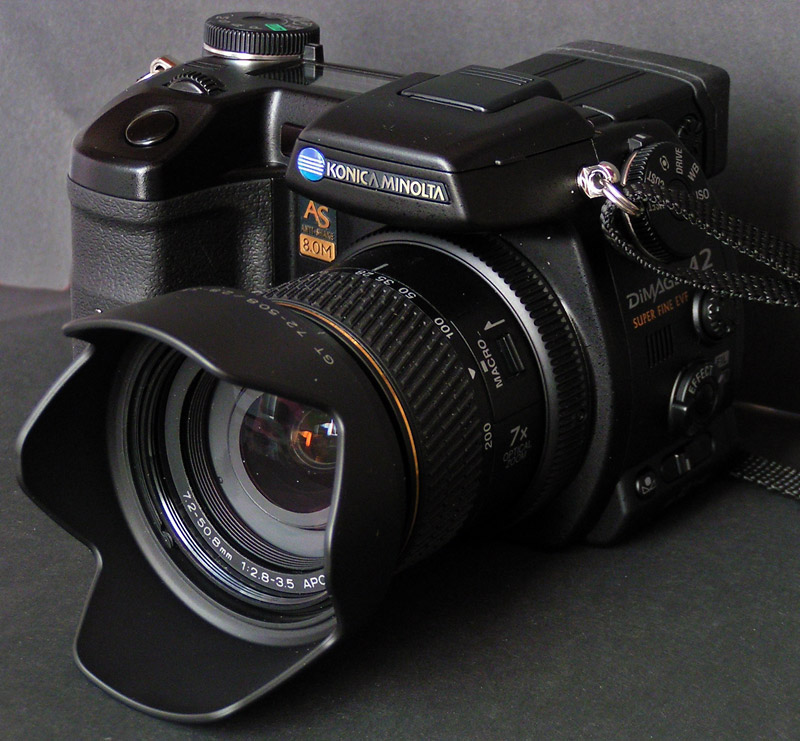
Konica Minolta Dimage A2 mit Anti Shake System

Das Anti Shake System wurde von Minolta erstmals in die Dimage A1 (2003) integriert und nach dem Zusammenschluss von Konica und Minolta in unterschiedlichen Modellen der Dimage-Reihe verwendet. So insbesondere bei den All-in-One-Kameras der Dimage-A-Serie und bei einigen Superzoom-Kameras der Dimage-Z-Serie, letztere mit Brennweiten bis zu 420 mm. Mit der Dynax 7D brachte Konica Minolta als erster Hersteller eine digitale Spiegelreflexkamera auf den Markt, deren Bildstabilisierungssystem im Gehäuse integriert ist. Die Dynax-Reihe von Konica Minolta wird nach Sonys Übernahme der Kamerasparte fortgesetzt.
SteadyShot wird inzwischen auch in einigen neuen Smartphones des Tochterunternehmens Xperia von Sony eingesetzt. Das Xperia Z2 hat beispielsweise eine integrierte SteadyShot-Funktion, die in Videoaufnahmen eingesetzt werden kann, allerdings handelt es sich nicht um dieselbe Technologie wie die der Kompaktkameras.
Optical SteadyShot wird in den externen Smartphone-Kameras von Sony verwendet und kommt sowohl in der Sony Qx10 als auch in der Sony Qx100 vor.

## Kameras mitSteadyShot Inside
- Sony α900 (seit 2008)
- Sony α850 (seit 2009)
- Sony α99
- Sony α77
- Sony α65
- Sony α58
- Sony α57
- Sony α55 (seit 2010)
- Sony α37
- Sony α35 (seit 2011)
- Sony α33 (seit 2010)

## Kameras mitSuper SteadyShot
- Sony α100 (2006–2008)
- Sony α200 (seit 2008)
- Sony α230 (seit 2009)
- Sony α300 (seit 2008)
- Sony α330 (seit 2009)
- Sony α350 (seit 2008)
- Sony α380 (seit 2009)
- Sony α450 (seit 2010)
- Sony α500 (seit 2009)
- Sony α550 (seit 2009)
- Sony α700 (seit 2007)
- Sony DSC-H1 (seit 2005)
- Sony DSC-H2 (seit 2006)
- Sony DSC-H5 (seit 2006)
- Sony DSC-H7 (seit 2007)
- Sony DSC-H9 (seit 2007)
- Sony DSC-H10 (seit 2008)
- Sony DSC-H20 (seit 2009)
- Sony DSC-H50 (seit 2008)
- Sony DSC-H200
- Sony DSC-T10 (seit 2006)
- Sony DSC-T20 (seit 2006)
- Sony DSC-T50 (seit 2006)
- Sony DSC-T100 (seit 2007)
- Sony DSC-T200 (seit 2007)
- Sony DSC-T300 (seit 2008)
- Sony DSC-W120 (seit 2008)
- Sony DSC-W170 (seit 2008)

## Kameras mitAnti Shake

### Kompaktkameras
- Minolta Dimage A1 (2003)
- Konica Minolta Dimage A2 (2004)
- Konica Minolta Dimage A200 (2004)
- Konica Minolta Dimage X1 (2005)
- Konica Minolta Dimage Z3 (2004)
- Konica Minolta Dimage Z5 (2005)
- Konica Minolta Dimage Z6 (2005)

### Spiegelreflexkameras
- Konica Minolta Dynax 5D (2005–2006)
- Konica Minolta Dynax 7D (2004–2006)

## Xperias mit SteadyShot
- Xperia Z1* (2013)
- Xperia Z1 Compact* (2013)
- Xperia Z2* (2014)
- Xperia Z3* (2014)
- Xperia Z3 Compact* (2014)
- Xperia Z5* (2015)
- Xperia T3* (2014)
- Xperia X*